# 뒤파제군

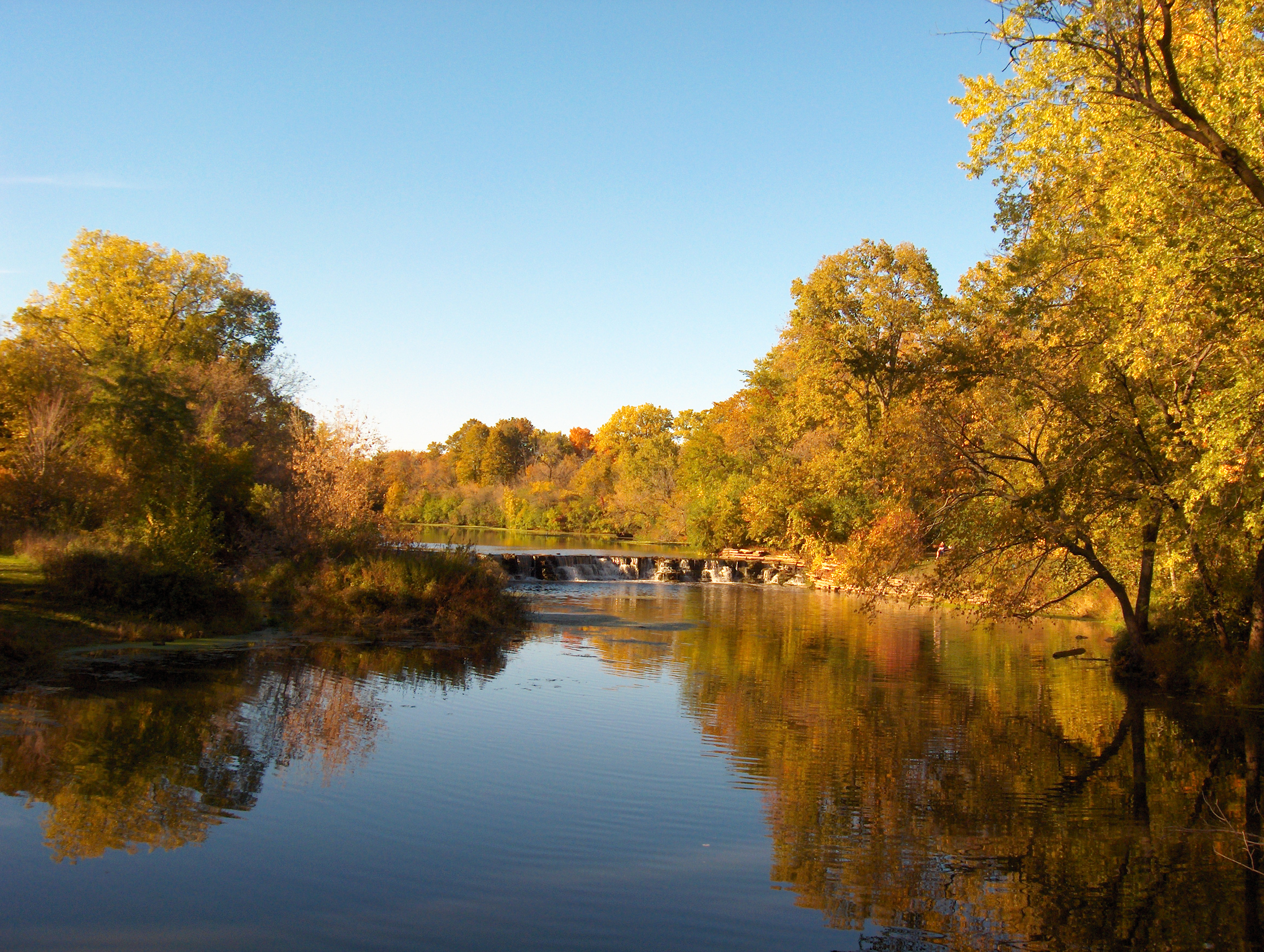

뒤파제군 또는 뒤파제 카운티(DuPage County)는 미국 일리노이주 북동부에 위치한 군으로 시카고 시내 서쪽에 많이 가까우며 시카고 대도시권의 일부다.  2010년 기준으로 이 지역의 인구 수는 총 916,924명이다. 2019년 추산으로 이 지역의 총 인구 수는 922,921명이다. 카운티청 소재지는 휘턴, 최대도시는 오로라다.

## 인구
| 인구조사                                                      | 인구    | Note  | %±     |
| ------------------------------------------------------------- | ------- | ----- | ------ |
| 1840년                                                        | 3,535   |       | —      |
| 1850년                                                        | 9,290   |       | 162.8% |
| 1860년                                                        | 14,701  |       | 58.2%  |
| 1870년                                                        | 16,685  |       | 13.5%  |
| 1880년                                                        | 19,161  |       | 14.8%  |
| 1890년                                                        | 22,551  |       | 17.7%  |
| 1900년                                                        | 28,196  |       | 25.0%  |
| 1910년                                                        | 33,432  |       | 18.6%  |
| 1920년                                                        | 42,120  |       | 26.0%  |
| 1930년                                                        | 91,998  |       | 118.4% |
| 1940년                                                        | 103,480 |       | 12.5%  |
| 1950년                                                        | 154,599 |       | 49.4%  |
| 1960년                                                        | 313,459 |       | 102.8% |
| 1970년                                                        | 491,882 |       | 56.9%  |
| 1980년                                                        | 658,835 |       | 33.9%  |
| 1990년                                                        | 781,666 |       | 18.6%  |
| 2000년                                                        | 904,161 |       | 15.7%  |
| 2010년                                                        | 916,924 |       | 1.4%   |
| 2019 (추산)                                                   | 922,921 | [ 1 ] | 0.7%   |
| U.S. Decennial Census 1790-1960 1900-1990 1990-2000 2010-2019 |         |       |        |

## 같이 보기
- 일리노이주의 군 목록